# Aggie Terlingen
Agnes Wilhelmina Maria Nieuwint, artiestennaam Aggie Terlingen, (Amsterdam, 1 februari 1949) is een Nederlands  voormalig cabaretière en lerares Engels.
Aggie Nieuwint vormde in 1967 samen met Ivo de Wijs, Henk Smit en haar broer Pieter Nieuwint het Kabaret Ivo de Wijs. Tot 1971 werkte ze als lerares Engels aan het Amsterdamse Sint Nicolaas Lyceum. Na haar huwelijk werd het gezelschap Ivo de Wijs in 1971 beroeps. Richard Fritschy nam daarbij de plaats in van Henk Smit. In 1978 kiest Aggie voor een maatschappelijke carrière. Haar plaats en die van Fritschy in het cabaretgezelschap werd daarna ingenomen door Marnix Kappers. 
Aggie Nieuwint was gehuwd met illustrator Waldemar Post (1936-2020) en heeft vier kinderen.
Aggie Terlingen speelde met Kabaret Ivo de Wijs de programma's:
- Achter de wolken is zonneschijn (1977)
- Beschaafd Amusement (1975)
- Zingt allen mee met Drs. P (1973)
- De wortels van het kwaad (1972)
- Studentenhaver (1968)

Op de in 2009 verschenen DVD is Aggie Terlingen te horen in de titelsong van de programma's.
- International Standard Name Identifier: 0000 0003 9032 7690
- Nederlandse Thesaurus van Auteursnamen: 325845018
- Virtual International Authority File: 283947549